# Брюинсма, Лизетта
Лизетта Брюинсма (нидерл. Liesette Bruinsma; род. 9 сентября 2000, Снек, Фрисландия) ― нидерландская паралимпийская пловчиха. Она участвует в соревнованиях по классификации S11 для спортсменов с нарушениями зрения. Двукратная чемпионка Паралимпийских игр 2016 года в своей классификации. Серебряный призёр Паралимпийских игр 2020 года. Многократная чемпионка Европы.

## Биография
Родилась 9 сентября 2000 года в городе Снек, Фрисландия, Нидерланды.
Впервые Брюинсма выступила за Нидерланды на соревнованиях в Глазго в 2014 году.
Её первым крупным международным соревнованием стал чемпионат Европы по плаванию IPC в Фуншале в 2016 году, где она участвовала в шести дисциплинах и выиграла медаль в пяти из них. Три её медали в Фуншале были золотыми: 400 м вольным стилем (S11), 100 м брассом (SB11) и находка на 200 м попурри (SM11).
В том же году Брюинсма дебютировала на Паралимпийских играх в Рио-де-Жанейро, где выиграла пять медалей, в том числе две золотые медали в индивидуальном плавании на 200 метров и на дистанции 400 метров вольным стилем. После этого она была награждена рыцарем Ордена Оранж-Нассау.
Нидерланды не отправляли команду на чемпионат мира по паралимпийскому плаванию в Мехико в 2017 году, но Брюинсма доминировала на чемпионате Европы по паралимпийскому плаванию 2018 года, выиграв четыре золотые медали и побив два мировых рекорда, в результате чего её количество титулов на чемпионате Европы выросло до семи.
На Паралимпийских играх 2020 в Токио Лизетта Брюинсма выиграла серебряную медаль в дисциплине 400 м вольным стилем S11.